# Eck (gemeindefreies Gebiet)

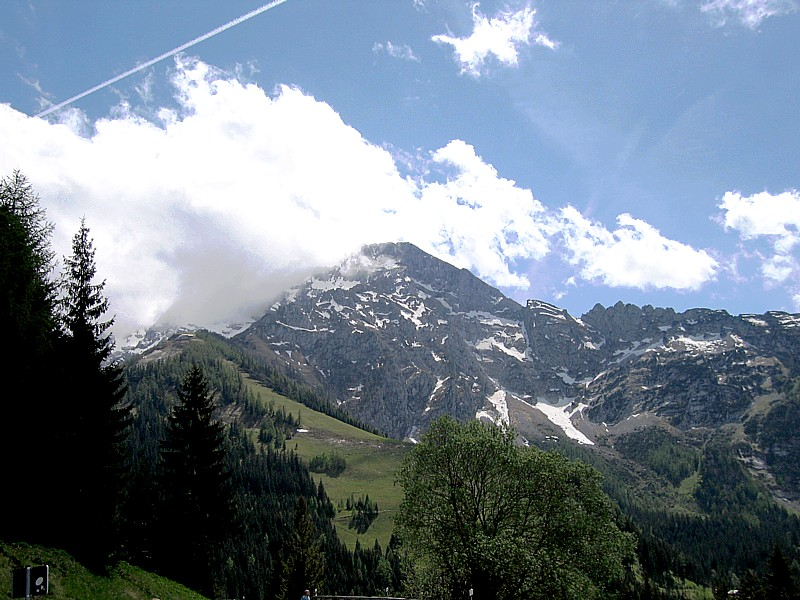
Der Hohe Göll von der Roßfeldhöhenringstraße betrachtet

Der Staatsforst Eck ist nach dem Schellenberger Forst das kleinere der beiden verbliebenen gemeindefreien Gebiete im Landkreis Berchtesgadener Land, mit einer Fläche von 12,60 km².
In dem Gebiet befinden sich die Ecker Alm, die Untere und die Obere Ahornalm und die Roßfeldalm, die alle bestoßen sind. Die Roßfeldhütte in unmittelbarer Nähe der Roßfeldalm dagegen gehört mit ihrer Umgebung als Exklave zum Markt Berchtesgaden, ebenso wie der Berggasthof Ahornkaser (Gastwirtschaft und Wohnung im Bereich der Oberen Ahornalm) sowie drei weitere Exklaven (Purtschellerhaus, Schifferer Hütte und gegenüberliegender Parkplatz Berlerkaser). Die Ecker Alm und die Obere und Untere Ahornalm weisen Baudenkmäler auf. Von der aufgelassenen Ofneralm steht nur noch der Kaser von 1871, der vom Forstamt als Diensthütte genutzt wird.
Innerhalb des Staatsforstes liegt eine rund 100 Hektar große Enklave des Marktes Berchtesgaden mit einem Teil der Gnotschaft Resten (Gemarkung Au) und mit der Siedlung Buchenhöhe (Gemarkung Salzberg). Daneben gibt es fünf Berchtesgadener Enklaven (siehe oben), die zusammen mit dem Flurstück um das Kehlsteinhaus die Gemarkung Eck innerhalb des Marktes Berchtesgaden bilden.
Die Bundesstraße 319 führt durch das Gebiet, und von dieser abzweigend die Roßfeldhöhenringstraße. Außerdem führt die Kehlsteinstraße durch das Gebiet, das Kehlsteinhaus liegt jedoch nicht mehr im gemeindefreien Gebiet, sondern im Gemeindegebiet des Marktes Berchtesgaden.

## Flächennutzung
Der Wald nimmt knapp 72 Prozent der Gebietsfläche ein, gefolgt von Felsen (die nach amtlicher Flächenkategorisierung zum Unland gehörten) mit 16 Prozent. Daneben ist noch die Kategorie Landwirtschaftsfläche mit 8,5 Prozent zu erwähnen.
| Flächennutzung nach ALB 31.12.2012 | Hektar   | Prozent |
| ---------------------------------- | -------- | ------- |
| 700 Waldfläche                     | 902,75   | 71,63   |
| 950 Unland                         | 203,39   | 16,14   |
| 600 Landwirtschaftsfläche          | 106,90   | 08,48   |
| 500 Verkehrsfläche                 | 040,31   | 03,20   |
| 800 Wasserfläche                   | 005,69   | 00,45   |
| Gebäude- und Freifläche            | 001,33   | 00,11   |
| Summe                              | 1260,370 | 100,000 |

| Flächennutzung nach ALKIS 31.12.2016 | Hektar    | Prozent |
| ------------------------------------ | --------- | ------- |
| 32000 Wald                           | 969,2778  | 76,94   |
| 33000 Gehölz                         | 15,8346   | 01,26   |
| 37000 Unland, Vegetationslose Fläche | 135,8770  | 10,79   |
| 31200 Grünland                       | 86,3447   | 06,85   |
| 21000 Straßenverkehr                 | 31,9260   | 02,53   |
| 22000 Weg                            | 12,1990   | 00,97   |
| 23000 Platz                          | 0,4331    | 00,03   |
| 41000 Fließgewässer                  | 5,9946    | 00,48   |
| …                                    | 00…       |         |
| Summe                                | 1259,7565 | 100,000 |